# Agricultural Adjustment Act
Agricultural Adjustment Act, AAA, var en i USA den 12 maj 1933 antagen lag, vilken fastställde riktlinjerna för den av president Franklin D. Roosevelt och dennes jordbruksminister, Henry Wallace, utformade jordbrukspolitiken, som ingick som en del i den "nya given". Lagens principer handlades av Agricultural Adjustment Admnistration (en agrar motsvarighet till den industriella NIRA)..
Den nya politiken syftade till att höja jordbruksprodukternas priser och därigenom öka jordbrukarnas inkomster. De medel, som i första hand valdes, var en begränsning av skördarnas storlek genom inskränkning av den odlade arealens omfattning. Men även andra metoder tillämpades. Över 6 miljoner svin slaktades och 1,5 miljoner nötkreatur och 2,1 miljoner får. Vegetabiliska livsmedel delades ut till de arbetslösa.
Liksom fallet var med den dåvarande svenska prisgarantin för spannmål och mjölk ingrep AAA, utan hänsyn till världsmarknadspriset, prisreglerande på en mängd områden. Kreditgivning gavs mot jordbrukshypotek samt mot säkerhet i produkter under tillväxt (Commodity Credit Co.)
Av arealinskränkningarna var begränsningarna av bomullsarealen viktigast. År 1934 minskade bomullsfälten med nästan 40 procent. AAA arrenderade den areal som lades igen, och betalade arrendet med acciser (processing taxes), utgående i samband med råvarornas första förädling. Även en ganska betydande minskning av vete- och tobaksarealen skedde. Arealminskningen stannade dock under den beräknade.
De jordbrukare, som minskade arealen, lade i många fall ned ökad möda i sitt arbete med resultatet, att skördarna per hektar blev större än vad annars skulle varit fallet. Verkningarna gick dock i den avsedda riktningen. AAA lyckades åtminstone skenbart höja det genomsnittliga priset på jordbruksprodukter med 66 procent åren 1933-35, medan farmarnas inkomster höjdes med 40 procent. Denna stegring torde dock delvis ha berott på penningpolitiken, och därtill kom en partiell missväxt 1934.
AAA blev 1936 förklarad ogiltig av USA:s högsta domstol som stridande mot USA:s konstitution. En nya AAA antogs 1938, dock med ett ganska begränsat syfte.